# هانس (ملك الدنمارك)
هانس (الدنماركية والنرويجية والسويدية : Hans ؛ آحيانا:Johannes؛ 2 فبراير 1455- 20 فبراير 1513)؛ كان ملكًا إسكندنافيًا في ظل اتحاد كالمار، كان ملك الدنمارك (1481-1513) والنرويج (1483-1513) والملك هانس الثاني في السويد (1497-1501)؛ منذ عام 1482 حتى عام 1513 كان في نفس الوقت دوق شليسفيغ وهولشتاين بالمناصفة مع شقيقه الأصغر فريديريك.
كانت الأهداف السياسية الثلاثة الأكثر أهمية للملك هانس هي استعادة اتحاد كالمار، والحد من هيمنة الرابطة الهانزية، وبناء قوة ملكية دنماركية قوية.

## السيرة الذاتية

### النشأة
ولد هانس في مدينة آلبورغ في شمال غوتلاند، كان الابن الثالث والأكبر على قيد الحياة لـ كريستيان الأول ملك الدنمارك والنرويج ودوروثيا من براندنبورغ-كولمباخ ابنة المارغريف يوهان الخيميائي، وفي عام 1478 تزوج كريستينا الساكسونية ابنة إرنست ناخب ساكسونيا، منذ 1496 حتى 1512 دخل في علاقة غرامية مع إحدى نبيلات الصغار.

### الحكم

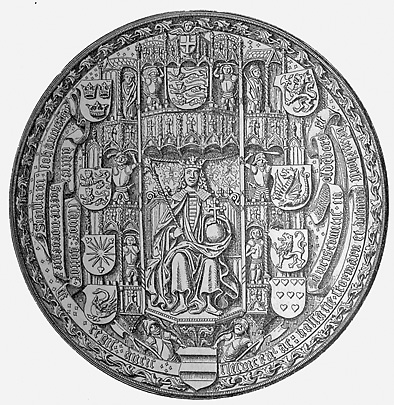
ختم هانس ملك الدنمارك والنرويج والسويد

في عام 1458 ألزم الملك كريستيان الأول والد هانس ، المجلس النرويجي للمملكة بقرار بانتخاب ابنه البكر ليكون ملك النرويج التالي بعد وفاته، تم إصدار إعلان مماثل في السويد في عام 1467، تم الترحيب بهانس كوريث للعرش في الدنمارك، استخدم هانس لقب وريث عرش النرويج ، بما يتماشى مع مكانة النرويج القديمة كمملكة وراثية، لكن هذا كان ادعاءً لم يعترف به المجلس النرويجي على الفور، وبالتالي عند وفاة الملك كريستيان في مايو 1481، لم يكن موقف هانس محل اعتراض في الدنمارك، بينما في النرويج تولى مجلس المملكة السلطة الملكية وتلا ذلك فترة خلو العرش، لم يكن هناك مرشحون منافسون جادون للعرش النرويجي، لكن المجلس مصمم على إثبات مكانة النرويج كمملكة ذات سيادة، تم إعلان عن اجتماع بين مجالس الدنمارك والسويد والنرويج في 13 يناير 1483 في هالمستاد لوضع شروط لانتخاب هانس كملك، غاب المجلس السويدي في الحضور إلى الاجتماع، ولكن المجالس النرويجية والدنماركية شرعوا في إصدار إعلان مشترك يحتوي على شروط حكم هانس، وانتخابه ملكًا. كان من المأمول أن تقبل السويد لاحقًا نفس الوثيقة وبالتالي تعترف بهانس كملك، بعد ذلك توج هانس ملكًا على الدنمارك في كوبنهاغن في 18 مايو، وملكًا على النرويج في تروندهايم في 20 يوليو.
خلال السنوات الأولى من حكمه، نفذ هانس سياسة موازنة من خلال الوسائل الدبلوماسية، حاول إضعاف موقف الوصي السويدي ستين ستور، كما سعى للحصول على حلفاء جدد - كان أول ملك دنماركي يقيم تعاونًا سياسيًا مع روسيا، بعد معاهدة عام 1493 قام إيفان الثالث أمير موسكو بسجن جميع التجار الهانزيين الذين كانوا يتاجرون في نوفغورود وأيضا حرض على شن الحرب الروسية السويدية (1496-1499)؛ كانت المدن الهانزية مضطربة أيضًا بسبب حرب سرية من قبل القراصنة الدنماركيين، في ذلك الوقت كان موقعه يتراجع ببطء ولكن بثبات بسبب التغيرات في طرق التجارة والمعارضة المتزايدة ضد الرابطة الهانزية في دول شمال أوروبا البحرية.
تميزت سياسات هانس المحلية بالدعم الاقتصادي للتجار الدنماركيين والاستخدام الكبير لـ عامة الناس كمسؤولين أو حتى كمستشارين، الأمر الذي أغضب النبلاء، ربما كانت أهم مبادراته هي إنشاء البحرية الدنماركية الدائمة، والتي أصبحت تلعب دورًا خلال سنواته الأخيرة.
وفقًا لامتياز ريبي، كان برلمان النبلاء لدوقيتي شليسفيغ وهولشتاين اختيار دوق من بين أبناء الدوق السابق، فضل العديد من النبلاء في شليسفيغ وهولشتاين شقيقه الأصغر كثيرًا فريديريك، لكن هانس نجح في اعتبار أبناء الملك الراحل ليكونوا كدوقات مناصفةً. على الرغم من أنه تم الاتفاق في البداية على أنه يجب أن يحكموا الدوقات بشكل مناصفة، إلا أن مع بلوغ فريديريك في عام 1490 تم تقسيم الدوقيات.
في غضون ذلك كان قد وافق هانس في البداية على الانضمام إلى خطة الحملة الصليبية كما تم اقتراحها في روما في 25 مارس 1490، بحيث سيكون جنود الشمال جزءًا من تحالف الجيوش التي تقاتل أتراك الإمبراطورية العثمانية، ومع ذلك فقد أرسل مندوبًا برسالة إلى البابا يوليوس الثاني يشرح فيها العديد من النزاعات داخل أسرته، مما سيمنعه من تنفيذ مثل هذا المسعى.
في عام 1495 أبحر هانس بأسطول كبير إلى كالمار في السويد وذلك لمسعاه في دخول مفاوضات مع الوصي ستين ستور حول إبقاء السويديين في اتحاد كالمار، ومع ذلك اشتعلت النيران في سفينة هانس الرئيسية التي احترقت أثناء رسوها في بحر البلطيق قبالة سواحل رونيبي، لم يكن هانس على متن السفينة في ذلك الوقت بحيث نجا وواصل رحلته الاستكشافية لكنه لم يجتمع مع الوصي قبل مغادرته كالمار مرة أخرى.
في 6 أكتوبر 1497 غزا هانس السويد خلال حملة عسكرية قصيرة وناجحة، بحيث هزم فيها ستين ستور أخيراً في معركة روتيبرو بعد أن قوض موقعه بالانتصار على معظم النبلاء السويديين، استسلم ستين للملك هانس في ستوكهولم وتصالح معه، وأخيراً توج هانس ملكًا على السويد، في حين أعطي ستين أعلى منصب في السويد تحت ولاء الملك.
في عام 1500 حاول هانس إخضاع ديتمارشن وهي منطقة كان ملوك الدنمارك ينظرون إليها منذ فترة طويلة على أنها تنتمي إلى أراضيهم، ولكنها في الواقع كانت جمهورية فلاحية مستقلة تحت سيطرة الأمير-مطرانية بريمن، بحلول منتصف يناير 1500 استأجر هانس الحرس الأسود من المرتزقة الهولنديين والفريزيين القاسيين والعنيفين، إلا أن هجومه على المنطقة تسبب إلي كارثة.
أضرت الهزيمة في 17 فبراير 1500 بهيبة هانس وفي عام 1501، خلعت عنه السويد الملوكية، وبذلك خاض هانس حربًا أكثر مرارة على نحو متزايد ضد ستين ستور وخليفته سفانتي نيسلون، ومع ذلك سبب هذا الصراع الاحتكاكات مع كل من النبلاء الدنماركيين والمدن الهانزية وخاصة لوبيك، وفي عام 1509 مع قيام هولندا بدور الحكم، وافقت السويد على إعلان اعترف بهانس كملك للسويد من حيث المبدأ، ولكن لن يُسمح له أبدًا بدخول ستوكهولم طالما هو حي، ولم يُتوج ملكًا للسويد من جديد.
في هذه الأثناء، تم احباط محاولات المعارضة النرويجية من قبل نجل هانس الأمير كريستيان (بعد ذلك الملك كريستيان الثاني)؛ الذي كان نائب ملك في النرويج منذ 1506 حتى أصبح ملكًا في عام 1513، وبين عامي 1510 و 1512 خاض الملك حربًا أخيرة مع كل من السويد ولوبيك تعرضت الدنمارك في البداية لضغوط شديدة ولكن بمساعدة الأخوين بارتون إحدى القراصنة الاسكتلنديين، استطعت قلبت الطاولات جزئيًا بهجوم بحري، كانت النتيجة المتعلقة بالسويد هي الرجوع إلى الوضع الراهن، ولكن لوبيك عانت من نكسة سياسية واقتصادية حقيقية بسبب السلام.
غالبًا ما ظهر هانس في عهده وجزئيًا للأجيال القادمة ، بأنه "ملكًا من عامة الشعب" ، ورجلًا ظريفاً ومخلصاً بأسلوب عفوي، ومع ذلك فيما يبدو أنه في الظاهر أنه كان واقعيًا صارمًا ومحاسبًا سياسيًا ومندفعاً، وإنه من نواح كثيرة يعتبر موازٍ إسكندنافي لأقرانه لويس الحادي عشر ملك فرنسا وهنري السابع ملك إنجلترا.

### الوفاة والدفن
في عام 1513 توفي الملك هانس في قلعة البورغوس مهد ولادته، بعد وقت قصير من رمية جواده، دفن الملك هانس في كنيسة دير الرهبانية الفرنسيسكانية في أودنسه، كلفت الملكة الأرملة كريستينا التي عاشت الجزء الأخير من حياتها في دير للراهبات هُناك، النحات الألماني الشهير كلاوس بيرغ بإنشاء مصلى دفن رائع، حيث دفنت هي وزوجها بعد وفاتها في عام 1521 فيها، تمثال المذبح الذي نحته بيرغ بين عامي 1515 و 1525 على طراز نمط القوطي يعتبر اليوم إحدى الكنوز الوطنية في الدنمارك، كل قسم من الأقسام الثلاثة كانت منحوتة ومذهبة بشكل معقد، لقد نجت بإعجوبة من تحطيم الأيقونات ربما ارجع الإصلاح البروتستانتي إلى علاقته بالمدافن الملكية، وكما تم دفن ابن الملك هانس والملكة كريستينا الملك كريستيان الثاني مع زوجته إيزابيلا النمساوية في كنيسة العائلة المالكة، ومنذ عام 1807 تم هدم الكنيسة الفرنسيسكانية السابقة، وتم نقل مذابح بيرغ وستة جثث ملكية إلى كاتدرائية القديس كنوت الواقعة أيضا في أودنسه.

### الخلافة
عند وفاته تولى الوريث البالغ من العمر 32 عامًا كريستيان الثاني العرش الدنماركي والنرويجي ولاحقاً السويد لمدة عام واحداً وكان أخر ملوك اتحاد كالمار، أطيح به في عام 1523 من عروش الدنمارك-النرويج من قبل شقيقه فريديريك الأول، عادت سلالة هانس في النهاية إلى العرش الدنماركي والنرويجي في شخصية كريستيان الرابع حفيد ابنته الناخبة إليزابيث، وإما نسل ابنه عاد إلى العرش الدنماركي مع شخصية كريستيان العاشر، وإما في السويد والنرويج ظهر مع بروز سلالة برنادوت.

## الذرية
كان لدى هانس وكريستينا خمسة أو ستة أطفال:
| الاسم           | الولادة       | الوفاة        | ملاحظة                                                  |
| --------------- | ------------- | ------------- | ------------------------------------------------------- |
| هانس            | 1479          | 1480          | توفي وهو صغيراً.                                         |
| إرنست           | 1480          | 1500          | توفي وهو صغيراً.                                         |
| كريستيان الثاني | 1 يوليو 1481  | 25 يناير 1559 | ملك الدنمارك والنرويج والسويد، لديه ذرية.               |
| ياكوب           | 1484          | 1566          | ربما يكون الراهب.                                       |
| إليزابيث        | 24 يونيو 1485 | 10 يونيو 1555 | تزوجت من يواكيم الأول نيستور ناخب براندنبورغ، لهم ذرية. |
| فرانس           | 15 يوليو 1497 | 1 أبريل 1511  |                                                         |